# Vương Gia Nhĩ
Vương Gia Nhĩ (hay Wang Ka-yee, giản thể: 王嘉尔, phồn thể: 王嘉爾, bính âm: Wáng Jiā'ěr, Hangul: 왕 잭슨, tiếng Anh: Jackson Wang, sinh ngày 28 tháng 3 năm 1994), thường được biết đến với nghệ danh Jackson (잭슨), là một nam ca sĩ, rapper, vũ công, nhà sản xuất âm nhạc, doanh nhân và cựu vận động viên đấu kiếm người Hồng Kông. Anh là thành viên của nhóm nhạc nam Hàn Quốc Got7. Anh là người sáng lập hãng thu âm Team Wang, đồng thời là giám đốc sáng tạo và nhà thiết kế chính cho thương hiệu thời trang Team Wang Design.
Trước khi ra mắt với vai trò nghệ sĩ, Jackson là cựu tuyển thủ của đội tuyển đấu kiếm Hồng Kông. Anh xếp hạng thứ 11 tại Thế vận hội Trẻ Mùa hè 2010 và đoạt giải nhất tại Asian Junior and Cadet Fencing Championship vào năm 2011. Sau một buổi tuyển chọn, anh chuyển sang sinh sống tại Seoul, Hàn Quốc vào tháng 7 năm 2011 để theo đuổi sự nghiệp âm nhạc. Sau hai năm đào tạo, tháng 1 năm 2014, anh ra mắt cùng Got7 với đĩa đơn "Girls Girls Girls".

## Tiểu sử và sự nghiệp

### 1994-2016: Trước khi ra mắt
Wang sinh ra ở Cửu Long Đường, Hồng Kông và lớn lên ở quận Sa Điền, Tân Giới. Cha của anh, Wang Ruiji, là cựu thành viên của đội tuyển đấu kiếm quốc gia Trung Quốc và là người từng đoạt huy chương vàng Á vận hội. Mẹ của anh, Sophia Chow, là một cựu vận động viên thể dục nhào lộn đến từ Thượng Hải. Ông ngoại của anh, giáo sư Chu Vĩnh Xương, là nhà tiên phong về y học chẩn đoán siêu âm của Trung Quốc đại lục, chủ nhiệm danh dự của khoa siêu âm Bệnh viện nhân dân Thượng Hải. Dưới sự hướng dẫn của cha và các huấn luyện viên chuyên nghiệp khác, Wang bắt đầu tập luyện đấu kiếm khi mới 10 tuổi. Anh tiếp tục giành được nhiều giải thưởng với tư cách là thành viên của đội tuyển đấu kiếm Hồng Kông, bao gồm cả giải nhất tại Giải vô địch đấu kiếm trẻ em và thiếu niên châu Á năm 2011. Anh theo học tại Trường Quốc tế Mỹ Hồng Kông.
Năm 2010, khi đang chơi bóng rổ tại trường học của mình, Wang đã được đại diện của công ty tài năng Hàn Quốc JYP Entertainment để ý và mời tham gia thử giọng tại Cửu Long, Hồng Kông, anh đã vượt qua buổi thử giọng vào tháng 12 năm 2010, năm hoặc sáu tháng sau, anh tiếp tục tham gia và đứng vị trí đầu tiên trong số 2.000 ứng viên. Anh được cấp học bổng của Đại học Stanford, nhưng đã từ chối sau khi vượt qua buổi thử giọng. Vào tháng 7 năm 2011, Wang chuyển đến Seoul, Hàn Quốc để đào tạo âm nhạc. Anh xuất hiện trong chương trình thực tế sống còn Win: Who Is Next hai năm sau đó, được phát sóng trên Mnet vào ngày 6 tháng 9 năm 2013. Chương trình là cuộc cạnh tranh giữa các thực tập sinh của YG Entertainment (sau này ra mắt với tư cách là thành viên của Winner và iKon) và các thực tập sinh của JYP. Wang xuất hiện cùng với các thực tập sinh Mark, Yugyeom và BamBam, những người sau đó được chọn làm thành viên của GOT7.
Sau hai năm rưỡi đào tạo, Wang được chọn là một trong những thành viên của nhóm nhạc nam mới Got7 của JYP Entertainment, nhóm ra mắt với đĩa đơn "Girls Girls Girls", phát hành vào ngày 16 tháng 1 năm 2014, từ EP Got It?.
Năm 2014, Wang tham gia chương trình tạp kỹ đầu tiên của mình, Roommate của đài SBS, với tư cách là thành viên cố định mùa thứ hai. Sự nổi tiếng của cá nhân Wang đã tăng lên sau khi anh xuất hiện trong chương trình này. Năm 2014, anh được trao giải Newcomer Award tại Lễ trao giải SBS Entertainment. Sau đó, anh xuất hiện trên một số chương trình tạp kỹ của Hàn Quốc như Star King, Law of the Jungle, Happy Together, Radio Star, Problematic Men, Our Neighborhood Arts and Sports Education, Saturday Night Live Korea, A Look At Myself, và nhiều chương trình khác. Vào ngày 12 tháng 5 năm 2015, Wang được bổ nhiệm làm một trong những MC cho chương trình ca nhạc Inkigayo của đài SBS, sau sự ra đi của ZE: A's Kwanghee.
Vào tháng 12 năm 2015, Wang ra mắt truyền hình Trung Quốc với tư cách là một trong những người dẫn chương trình (cùng với Hà Cảnh) trên chương trình Go fridge (phiên bản Trung Quốc của chương trình Please Take Care of My Refrigerator), được đón nhận nồng nhiệt. Anh cũng viết lời, sáng tác bài hát chủ đề cho chương trình trong mùa 2 và 3. Vào tháng 3 năm 2016, Wang được bổ nhiệm làm MC cho Fresh Sunday, một chương trình trên đài Hồ Nam TV. Cuối năm 2016, anh tham gia chương trình thực tế Fighting Man cùng với Tiêu Kính Đằng, Vương Khải, Tỉnh Bách Nhiên, Bạch Kính Đình và Dương Thước.
Vào ngày 29 tháng 4 năm 2016, GOT7 đã tổ chức buổi hòa nhạc đầu tiên của họ tại Seoul, nơi Wang biểu diễn các ca khúc tự sáng tác "I Love It" và "WOLO (We Only Live Once)" cùng với các thành viên cùng nhóm là Yugyeom và BamBam. Vào tháng 11 năm 2017, trước khi phát hành mini album thứ hai của GOT7 tại Nhật Bản "Turn Up", Wang đã tạm dừng tất cả các hoạt động nhóm ở Nhật Bản do lo ngại về sức khỏe và lịch trình xung đột. Vào tháng 12 năm 2016 quảng cáo solo đầu tiên của Wang cho Midea được phát hành tại Trung Quốc.

### 2017-2020: Hoạt động solo vàMirrors
Vào ngày 26 tháng 6 năm 2017, JYP Entertainment đã thông báo về việc phát hành album solo đầu tiên của Wang tại Trung Quốc, cũng như thành lập một nhóm quản lý chuyên dụng, có tên là Team Wang, cho các hoạt động của anh tại quốc gia này. Wang cũng thành lập Snake or the Rabbit, là một công ty phân phối có trụ sở tại Hoa Kỳ. Đĩa đơn đầu tiên của anh, ca khúc tiếng Anh có tên "Papillon", được phát hành vào ngày 26 tháng 8 và đứng ở vị trí số 1 trên Bảng xếp hạng China V của Billboard vào tuần ngày 16 tháng 9; Tiếp đó, vào ngày 30 tháng 8, anh phát hành ca khúc "Novoland: The Castle in the Sky" (tiếng Trung:九州 天空 城), bài hát chủ đề cho trò chơi iOSNovoland: The Castle in the Sky 3D, thoát khỏi hip-hop và thử sức với âm nhạc cổ điển du dương. Sau khi thành lập studio của riêng mình ở Trung Quốc, Wang trở thành người đại diện của các thương hiệu đồ uống, quần áo và đồ điện tử, bao gồm Pepsi, Snow Beer, VIVO X21, Adidas, Douyin Application, Lenovo ở Trung Quốc, và Hogan ở Hồng Kông.
Wang đã tham dự Lễ trao giải Âm nhạc MTV Châu Âu 2017 với tư cách là Đại sứ của Trung Quốc vĩ đại vào ngày 12 tháng 11. Vào ngày 13 tháng 1, anh được bổ nhiệm làm CMO của Tập đoàn Alibaba Tmall Global. Vào ngày 30 tháng 11, anh phát hành đĩa đơn solo thứ hai, "Okay", tương tự như "Papillon", anh viết lời, đồng thời sáng tác và sản xuất bài hát cùng với Boytoy.
Vào ngày 9 tháng 2 năm 2018, Wang được bổ nhiệm làm đặc phái viên của Du lịch Hồng Kông. Vào ngày 20 tháng 4, anh phát hành đĩa đơn tự viết thứ ba, "Dawn of Us", một bài hát tiếng Anh một lần nữa được sáng tác và dàn dựng với sự cộng tác của Boytoy. Trong khi "Papillon" nói về chủ đề đấu tranh của bản thân thì "OKAY" mô tả tình yêu bản thân, ca khúc khuyến khích hãy trân trọng hiện tại và sống với nhiệt huyết. Bộ đôi này lại bắt cặp một lần nữa cho "Fendiman", một sự hợp tác với Fendi Trung Quốc. "Papillon" nằm trong album tổng hợp nhạc rap và hip hop của B2 Music và Vibe Asian, Urban Asia Vol. 1, được phát hành trên toàn thế giới vào ngày 9 tháng 5. Wang cũng góp mặt trong "Can't Breathe" cùng Eddie Supa và Stan Sono, một trong bốn ca khúc độc quyền thuộc album trên. Vào ngày 14 tháng 5, ca khúc solo của anh có tên "X" quảng cáo cho hãng Snow Beer superX được phát hành.
Vào ngày 22 tháng 10 năm 2018, Wang đã ký kết với Canxing Culture để phát triển tại thị trường quốc tế. Ngày 6 tháng 11 năm 2018, Wang phát hành đĩa đơn "Different Game", với sự góp mặt của Gucci Mane. Ngày 18 tháng 12, Madame Tussauds Hong Kong công bố thực hiện tượng sáp của Wang, bức tượng sáp này được hoàn thiện và khánh thành vào ngày 30 tháng 7 năm 2019. Ngày 14 tháng 1 năm 2019, anh được bổ nhiệm làm đại sứ hình thượng của Fendi Trung Quốc. Ngày 23 tháng 3 năm 2019, Wang đã tổ chức một bữa tiệc sinh nhật mang tên "Lễ hội Hành trình 328" tại Trung tâm Thể thao Thế vận hội Bắc Kinh. 5.000 vé đã được bán hết trong 98 giây.
Vào ngày 12 tháng 6 năm 2019, Wang đã thể hiện trong bài hát "Rumble" trong album Diaspora của GoldLink và Lil Nei. Sau đó, anh hợp tác với Qin Fen, và phát hành đĩa đơn "Another" vào ngày 19 tháng 6 năm 2019. Vào ngày 20 tháng 7, Fendi ra mắt bộ sưu tập nhung đầu tiên có tên "Fendi X Jackson Wang Capsule Collection". Bộ sưu tập phiên bản giới hạn do Jackson thiết kế quần áo, giày dép và phụ kiện đã bán hết sạch ngay sau khi ra mắt. Bộ sưu tập này được phát hành trên toàn thế giới vào ngày 26 tháng 7.
Vào ngày 12 tháng 9 năm 2019, Wang đã tổ chức buổi nghe album đầu tiên Mirrors cho báo chí: bản thu âm kỹ thuật số, thể hiện cảm xúc của giới trẻ đương đại và kết hợp các yếu tố văn hóa truyền thống của Trung Quốc, được sản xuất tại Trung Quốc, Hàn Quốc và Hoa Kỳ. Wang giám sát toàn bộ quá trình, từ việc tạo ra ban đầu đến đóng gói, và cá nhân tham gia vào việc sắp xếp, viết lời và quay video âm nhạc. Đĩa đơn đầu tiên của album, "Bullet to the Heart", được phát hành vào ngày 24 tháng 9 với một video âm nhạc do Daniel Cloud Campos làm đạo diễn, kể về những trở ngại và khó khăn trải qua khi theo đuổi một điều gì đó. Đĩa đơn thứ hai của album là "Dway!", Được xuất bản vào ngày 22 tháng 10 cùng với video âm nhạc của nó. Cùng với việc phát hành Mirrors vào ngày 25 tháng 10, ca sĩ và Da Yan đã tạo ra một không gian sắp đặt video tương tác có tựa đề Bullet to the Heart: 0328 tại Triển lãm Nghệ thuật Tình yêu LOVE LOVE tại Tháp Shum Yip Upperhills 1 tại Thâm Quyến từ ngày 24 tháng 10 đến ngày 3 tháng 11.
Vào ngày 11 tháng 10 năm 2019, trước khi phát hành Mirrors, Wang đã góp mặt trong ba bài hát thuộc album Head in the Clouds II của 88rising: "Tequila Sunrise", "Walking" và "I Love You 3000 II". Vào ngày 12 tháng 12 năm 2019, anh góp mặt trong ca khúc "Face Power" thuộc album Mr. Enjoy Da Money, một album solo của Higher Brothers 'KnowKnow.
Vào ngày 20 tháng 3 năm 2020, Wang phát hành đĩa đơn tự viết mới, "100 Ways", pha trộn giữa văn hóa phương Tây và Trung Quốc. Đĩa đơn trở thành bài hát đầu tiên của một nghệ sĩ solo Trung Quốc và K-pop ra mắt trên bảng xếp hạng radio Top 40 Hoa Kỳ của Mediabase. Ca khúc lọt vào bảng xếp hạng vào tháng 5, đứng thứ 39 và duy trì vị trí của mình với sự gia tăng ổn định, xếp hạng #24 vào ngày 19 tháng 7.
Vào ngày 7 tháng 7, anh ra mắt thương hiệu thời trang Team Wang Design do anh đảm nhiệm vai trò thiết kế và giám đốc sáng tạo sau ba năm phát triển. Bộ sưu tập đầu tiên có tên "The Original" đã được giới thiệu tại một cửa hàng pop-up ở Thượng Hải vào ngày 18 tháng 7, và có sẵn ở Trung Quốc và Bắc Mỹ thông qua các cửa hàng pop-up. Anh tiếp tục phát hành một bộ sưu tập Cookie giới hạn với StockX vào tháng 9.
Vào ngày 4 tháng 9, Wang phát hành đĩa đơn EDM "Pretty Please", hợp tác với bộ đôi người Thụy Điển - Galantis. Wang tham gia xây dựng kế hoạch, chỉnh sửa video ca nhạc và đạo diễn nó cùng với Conglin, MV lấy cảm hứng từ những bộ phim tình cảm của Hồng Kông thập niên 90.  Vào ngày 5 tháng 9, có nguồn tin cho rằng Wang đã đầu tư vào tổ chức thể thao điện tử Victory Five. Cùng tháng, một dự án hợp tác giữa Team Wang và triển lãm Monet ở Thượng Hải đã được công bố, trong đó Wang đưa ra cách giải thích của riêng mình về bức tranh "Impression, Sunrise". Bức tranh mới, pha trộn giữa kiến trúc Paris với Thượng Hải, được trưng bày trong một không gian ý tưởng được công bố vào ngày 17 tháng 9 và được in trong bộ sưu tập giới hạn của Team Wang Design bao gồm áo thun, áo khoác và vest, được phát hành vào ngày 31 tháng 10. Vào tháng 12, Team Wang Design đã mở rộng sang lĩnh vực phong cách sống.
Năm 2020, anh đứng thứ 41 trong danh sách 100 Người nổi tiếng Trung Quốc của Forbes. Anh là nghệ sĩ Trung Quốc đạt 10 triệu lượt xem nhanh nhất trên Vevo.

### 2021 – nay: Khởi hành từ JYPE và hoạt động solo
Jackson rời JYP Entertainment vào ngày 19 tháng 1 năm 2021 cùng với các thành viên GOT7 khác sau khi hợp đồng độc quyền của họ hết hạn. Team Wang hiện đang điều hành các hoạt động toàn cầu của anh. Có nguồn tin cho rằng Wang đã hợp tác với Sublime Artist Agency, thông tin này sau đó đã được xác nhận vào ngày 22 tháng 1.
Ngày 26 tháng 3, anh phát hành đĩa đơn tiếng Anh mới của mình, "LMLY", cùng với một video âm nhạc lấy cảm hứng từ điện ảnh Hồng Kông thập niên 90 do anh tự đạo diễn. Wang đã ra mắt truyền hình đêm khuya tại Hoa Kỳ với đĩa đơn vào ngày 21 tháng 4, biểu diễn trực tiếp trên The Late Late Show With James Corden.
Năm 2021, Wang đứng top 10 trong danh sách 100 Người nổi tiếng Trung Quốc do Forbes bầu chọn và được xếp vào danh sách Những cá nhân có ảnh hưởng nhất châu Á của Tatler Hong Kong trong lĩnh vực văn hóa.
Ngày 29 tháng 7, đĩa đơn tiếng anh "Drive You Home" được phát hành với sự cộng tác của Internet Money. MV do anh tự đạo diễn và sản xuất.
Tháng 8 năm 2021, Wang tuyên bố thành lập nhóm nhạc hip hop Panthepack dưới nhãn hiệu Team Wang, thành viên bao gồm rapper Ice, J.Sheon, Karencici và Jackson Wang. Đĩa đơn "Buzz" của nhóm được phát hành vào ngày 28 tháng 8 năm 2021, tiếp đó là album đầu tay "The Pack" gồm 10 ca khúc, phát hành vào tháng 9 năm 2021.
Ngày 31 tháng 3 năm 2022, anh phát hành đĩa đơn "Blow", ca khúc đầu tiên thuộc album "Magic Man". Ngày 16 tháng 4, anh biểu diễn tại Coachella với "100 Ways", "Blow" và bài hát chưa phát hành "Cruel".
Album "Magic Man" được phát hành vào ngày 9/9/2022. Album ra mắt tại vị trí 15 trên bảng xếp hạng Billboard 200 US và vị trí thứ 3 trong top Album bán chạy nhất tuần đầu phát hành tại Mỹ.

## Âm nhạc

### GOT7
Bài chi tiết: Danh sách đĩa nhạc của Got7
Bài chi tiết: Danh sách đĩa nhạc của Jackson Wang

### Album cá nhân
| Album      | Thông tin | Ghi chú |
| ---------- | --- | ------- |
| MIRRORS    | Album vol.1 Ngôn ngữ: Tiếng anh Ngày phát hành: 25/10/2019 Thể loại: Hip-hop Loại hình: Album thực thể và kỹ thuật số |         |
| LOST&FOUND | Album mixtape Ngày phát hành: 07/03/2022 Ngôn ngữ: Tiếng anh Loại hình: Album kỹ thuật số                             |         |
| MAGIC MAN  | Album vol.2 Ngày phát hành: 9/9/2022 Ngôn ngữ: Tiếng anh Loại hình: Album thực thể                                    |         |

### Đĩa đơn

#### Đĩa đơn chính thức
| Ngày phát hành | Tên đĩa đơn               | Ngôn ngữ    | Thuộc album  | Ghi chú              |
| -------------- | ------------------------- | ----------- | ------------ | -------------------- |
| 26/08/2017     | Papillon                  | Tiếng anh   |              |                      |
| 30/11/2017     | OKAY                      | Tiếng trung |              |                      |
| 20/04/2018     | Dawn of us                | Tiếng anh   |              |                      |
| 25/05/2018     | Fendiman                  | Tiếng anh   |              |                      |
| 17/09/2018     | Made It                   | Tiếng anh   | Present: YOU |                      |
| 07/11/2018     | Different Game            | Tiếng anh   |              | feat. Gucci Mane     |
| 19/03/2019     | Fade                      | Tiếng anh   | MIRRORS      |                      |
| 12/04/2019     | Oxygen                    | Tiếng anh   |              |                      |
| 24/09/2019     | BULLET TO THE HEART       | Tiếng anh   | MIRRORS      |                      |
| 22/10/2019     | DWAY!                     | Tiếng anh   | MIRRORS      |                      |
| 20/03/2020     | 100 WAYS                  | Tiếng anh   |              |                      |
| 04/09/2020     | PRETTY PLEASE             | Tiếng anh   |              |                      |
| 30/01/2021     | Alone                     | Tiếng trung |              |                      |
| 26/03/2021     | LMLY(Leave Me Loving You) | Tiếng anh   |              |                      |
| 29/07/2021     | Drive You Home            | Tiếng anh   |              | feat. Internet Money |
| 11/01/2022     | Jackson Wang              | Tiếng trung |              |                      |
| 31/03/2022     | Blow                      | Tiếng anh   |              |                      |

#### Đĩa đơn quảng cáo
| Ngày phát hành | Tên đĩa đơn                | Ngôn ngữ        | Ghi chú                                             |
| -------------- | -------------------------- | --------------- | --------------------------------------------------- |
| 16/08/2016     | Some Strange Work          | Tiếng trung     | Ca khúc quảng cáo Pizza Hut China                   |
| 24/04/2017     | Xin nhờ tủ lạnh            | Tiếng trung     | Ca khúc chủ đề Xin nhờ tủ lạnh (Go fridge) mùa 3    |
| 04/07/2017     | Generation 2               | Tiếng anh       | Ca khúc quảng cáo Pepsi                             |
| 30/08/2021     | Cửu châu thiên không thành | Tiếng trung     | Ca khúc chủ đề game 3D "Cửu châu thiên không thành" |
| 10/11/2017     | (V)ision                   | Tiếng anh       | Ca khúc quảng cáo điện thoại Vivo                   |
| 15/05/2018     | X                          | Tiếng anh       | Ca khúc quảng cáo bia Super X                       |
| 14/02/2019     | BIMMER RIDE                | Tiếng trung/anh | Ca khúc quảng cáo xe BMW                            |
| 2019           | For The Love of It         | Tiếng trung     | Ca khúc quảng cáo Pepsi, hợp tác cùng G.E.M         |

#### Đĩa đơn hợp tác
| Năm phát hành | Tên đĩa đơn        | Ngôn ngữ        | Nghệ sĩ hợp tác                            | Ghi chú                                           |
| ------------- | ------------------ | --------------- | ------------------------------------------ | ------------------------------------------------- |
| 2014          | Frozen In Time     | Tiếng hàn       | Sunmi                                      | Album "Full Moon"                                 |
| 2014          | Stress Come on!    | Tiếng hàn       | Big Byung                                  |                                                   |
| 2014          | Can't hide it      | Tiếng hàn       | 15&, JB                                    |                                                   |
| 2015          | Ojingeo Doenjang   | Tiếng hàn       | Big Byung                                  |                                                   |
| 2016          | Fresh Sunday       | Tiếng trung     | Hà Cảnh                                    | Ca khúc chủ đề show "Fresh Sunday"                |
| 2017          | U&I                | Tiếng hàn       | JB                                         | Nhạc phim "The Package"                           |
| 2017          | MOOD               | Tiếng trung     | Mạnh Giai                                  |                                                   |
| 2018          | Lucky Rain         | Tiếng anh       | Viên Á Duy                                 | Album "TIARA"                                     |
| 2018          | Can't Breathe      | Tiếng anh       | Eddie Supa & Stan Sono                     | Album Billboard's Vibe presents: Urban Asia Vol.1 |
| 2018          | Bruce Lee          | Tiếng trung/anh | Al Rocco                                   |                                                   |
| 2018          | Creo En Mi         | Tiếng quảng     | Trịnh Tú Văn                               | Album "Believe In Mi"                             |
| 2018          | OMW                | Tiếng hàn anh   | Mark                                       | Album "Present: YOU"                              |
| 2018          | Hello              | Tiếng trung anh | Vương Phi Phi                              |                                                   |
| 2019          | Red                | Trung anh       | ICE                                        |                                                   |
| 2019          | Shaping            | Trung anh       | Tạ Đình Phong                              |                                                   |
| 2019          | Vực sâu            | Trung anh       | Tạ Đình Phong                              |                                                   |
| 2019          | MK Circus          | Trung anh       | Dough-Boy                                  |                                                   |
| 2019          | Hypey              | Anh hàn         | Lại Quán Lâm                               | Album "9801"                                      |
| 2019          | Rumble             | Trung anh       | Goldlink                                   | Album "Diaspora"                                  |
| 2019          | Another            | Trung anh       | Tần Phấn                                   |                                                   |
| 2019          | Too Busy           | Trung anh       | BOY STORY                                  |                                                   |
| 2019          | Tequila Sunrise    | Tiếng anh       | Higher Brothers (Ft. AUGUST 08 / GoldLink) | Album "Head in the Clouds II" của 88rising        |
| 2019          | Walking            | Tiếng anh       | Joji (Ft. Major Lazer / Swae Lee)          |                                                   |
| 2019          | I Love You 3000 II | Tiếng anh       | Stephanie Poetri                           |                                                   |
| 2019          | Face Power         | Trung anh       | DZknow                                     | Album "MR. ENJOY DA MONEY"                        |
| 2020          | Should've Let Go   | Tiếng trung     | Lâm Tuấn Kiệt                              |                                                   |
| 2021          | Magnetic           | Tiếng hàn       | Rain                                       | Album "PIECES by RAIN"                            |
| 2021          | So Bad             | Trung anh       | Vava                                       |                                                   |
| 2021          | M. I. A            | Trung anh       | Afgan                                      |                                                   |
| 2021          | DNA                | Trung anh       | PANTHEPACK                                 |                                                   |
| 2021          | Transmit           | Trung anh       | PANTHEPACK                                 |                                                   |
| 2021          | California remix   | Tiếng anh       | Rich Brian & NIKI & Warren Hue             |                                                   |
| 2021          | Buzz               | Trung anh       | PANTHEPACK                                 |                                                   |
| 2022          | Damn Girl          | Trung anh       | CrazyBoy                                   | Album "HIP LIFE: POP LIFE"                        |
| 2022          | EASIER             | Tiếng anh       | Amber Liu                                  | Album "Z!"                                        |

## Phim

### Phim truyền hình
| Năm  | Tên           | Vai trò       | Kênh        | Ghi chú |
| ---- | ------------- | ------------- | ----------- | ------- |
| 2014 | Dream Knight  | Cùng với GOT7 | Youku Tudou |         |
| 2015 | The Producers | Jackson       | KBS         | Cameo   |

## Tour

### World tour "Magic Man" 2022 - 2024
| Ngày       | Quốc gia     | Thành phố         | Địa điểm                     | Số vé phát hành | Doanh thu (triệu USD) |
| ---------- | ------------ | ----------------- | ---------------------------- | --------------- | --------------------- |
| 25/11/2022 | Thái Lan     | Bangkok           | Impact Arena                 |                 |                       |
| 26/11/2022 | Thái Lan     | Bangkok           | Impact Arena                 |                 |                       |
| 27/11/2022 | Thái Lan     | Bangkok           | Impact Arena                 |                 |                       |
| 17/12/2022 | Malaysia     | Kuala Lumpur      | Axiata Arena                 |                 |                       |
| 23/12/2022 | Singapore    | Singapore         | Singapore Indoor Stadium     |                 |                       |
| 12/01/2023 | Anh          | Luân Đôn          | Eventim Apollo               |                 |                       |
| 15/01/2023 | Pháp         | Paris             | Zénith Paris                 |                 |                       |
| 16/01/2023 | Pháp         | Paris             | Zénith Paris                 |                 |                       |
| 26/04/2023 | US           | Los Angeles       | Shrine auditorium            |                 |                       |
| 28/04/2023 | US           | San Francisco     | Bill Graham Civic Auditorium | 7.433           | 1.09                  |
| 30/04/2023 | Canada       | Vancouver         | Doug Mitchell Thunderbird    |                 |                       |
| 04/05/2023 | US           | Chicago           | Wintrust Arena               |                 |                       |
| 04/05/2023 | Canada       | Toronto           | Coca-Cola Coliseum           |                 |                       |
| 04/05/2023 | US           | New York          | Barclays Center              | 13.505          | 1.2                   |
| 15/05/2023 | Brasil       | São Paulo         | Espaco Unimed                | 6.124           | 0.53                  |
| 18/05/2023 | Buenos Aires | Argentina         | Movistar Arena               |                 |                       |
| 22/05/2023 | Chile        | Santiago de Chile | Movistar Arena               |                 |                       |
| 25/05/2023 | México       | Thành phố México  | Arena CDMX                   | 21.808          | 1.52                  |
| 15/07/2023 | Trung Quốc   | Ma Cao            | Galaxy Macau                 |                 |                       |
| 16/07/2023 | Trung Quốc   | Ma Cao            | Galaxy Macau                 |                 |                       |
| 2023       | Indonesia    | Jakarta           |                              |                 |                       |
| 2023       | Philippines  | Manila            |                              |                 |                       |
| 2023       | Nhật Bản     | Tokyo             |                              |                 |                       |
| 2023       | Trung Quốc   | Quảng Châu        |                              |                 |                       |
| 2023       | Trung Quốc   | Thâm Quyến        |                              |                 |                       |
| 2023       | Trung Quốc   | Bắc Kinh          |                              |                 |                       |
| 2023       | Trung Quốc   | Vũ Hán            |                              |                 |                       |
| 2023       | Trung Quốc   | Thượng Hải        |                              |                 |                       |
| 2023       | Trung Quốc   | Thành Đô          |                              |                 |                       |
| 2023       | Trung Quốc   | Nam Kinh          |                              |                 |                       |
| 2023       | Trung Quốc   | Ninh Ba           |                              |                 |                       |

## Giải thưởng
Bài chi tiết: Danh sách giải thưởng và đề cử của Jackson Wang